# Jules Breton

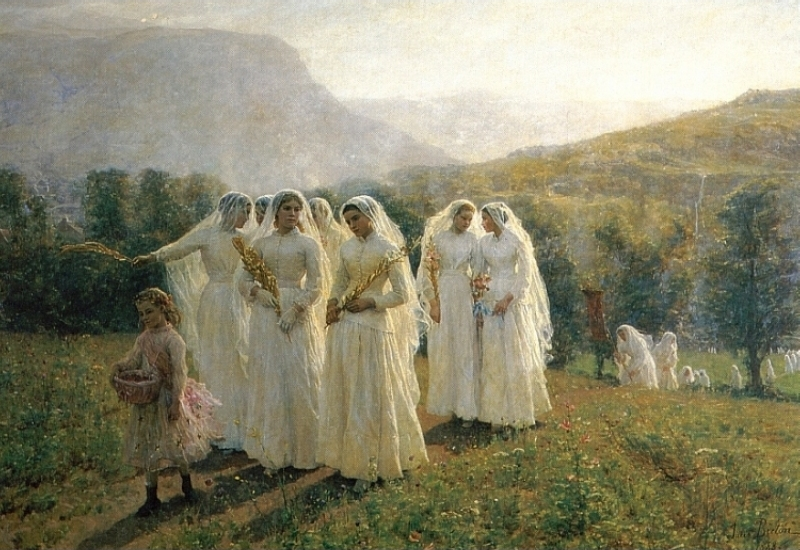
Unga kvinnor på väg till en procession, cirka 1890.

Jules Adolphe Aimé Louis Breton, född 1 maj 1827 i Courrières, död 5 juli 1906 i Paris, var en fransk konstnär.
Breton var lärjunge till Felix de Vigne och Michel Martin Drolling. Han slog igenom 1857 med sin tavla Åkrarna välsignas. Dagens slut (1865), nu i Walters Art Museum i Baltimore, har ansetts som hans främsta arbete. Breton utförde stämningsladdade skildringar av böndernas arbete på åkern, vilka påminner mycket om Jean-François Millets.
Breton framträdde även som författare med Œuvres poétiques de Jules Breton (1867–1886) (1887) samt självbiografin La Vie d'un artiste. Art et nature (1890).
Bretons bror, Émile Breton, var även han verksam som landskapsmålare.